# Something Real
Something Real è un singolo dei cantanti statunitensi Summer Walker e Chris Brown, in collaborazione col produttore London on da Track, pubblicato il 22 novembre 2019 da LVRN Records e Interscope Records.

## Descrizione
Something Real è una canzone prettamente R&B. Nel brano la cantante esprime il suo desiderio di trovare l'uomo giusto per lei, spiegando al diretto interessato le sue esigenze e come il suo precedente fidanzato non la compiacesse, e Brown interpreta la parte dell'interessato, spiegandole che sa di che cosa lei abbia bisogno.

## Classifiche
| Classifica (2019) | Posizione massima |
| ----------------- | ----------------- |
| Regno Unito       | 99                |
| Stati Uniti       | 120               |